# Solva inconspicua
Solva inconspicua är en tvåvingeart som först beskrevs av Enrico Adelelmo Brunetti 1923.  Solva inconspicua ingår i släktet Solva och familjen lövträdsflugor.
Artens utbredningsområde är Thailand. Inga underarter finns listade i Catalogue of Life.